# Leonardo Saavedra
Leonardo Andrés Saavedra Salazar (Antofagasta, Chile, 3 de enero de 1989) es ex un futbolista chileno. 

## Clubes
| Club                 | País  | Año         |
| -------------------- | ----- | ----------- |
| Deportes Antofagasta | Chile | 2008 - 2009 |
| O'Higgins            | Chile | 2009 - 2010 |
| Provincial Osorno    | Chile | 2011        |
| Deportes Antofagasta | Chile | 2011        |
| O'Higgins            | Chile | 2012        |

## Palmarés

### Campeonatos nacionales
| Título    | Club                 | País  | Año  |
| --------- | -------------------- | ----- | ---- |
| Primera B | Deportes Antofagasta | Chile | 2011 |

- Datos: Q9021522